# Norbert Bonhommet
Pour les articles homonymes, voir Bonhommet.
Norbert Bonhommet, né le 14 novembre 1936 à Paris et mort le 6 décembre 2007 à Rennes, est un géophysicien français. Il est surtout connu pour sa découverte de l'excursion géomagnétique de Laschamps.

## Biographie
Norbert Bonhommet suit un cursus MPC (mathématiques-physique-chimie) à la Sorbonne de 1956 à 1959. Appelé en Algérie, il y passe 27 mois. Il est démobilisé le 20 octobre 1962. A son retour en France, il contacte Alexandre Roche, directeur de l'Institut de physique du globe de Strasbourg (IPGS), qui lui propose un sujet de thèse d'État sur l'évolution du champ magnétique terrestre au cours du temps (déclinaison, inclinaison et intensité), telle qu'elle peut être restituée par les caractéristiques magnétiques des laves de la chaîne des Puys.
Nommé assistant en novembre 1962 à l'université de Strasbourg, Norbert Bonhommet devient maître-assistant dans cette même université, avant de soutenir sa thèse le 5 octobre 1972. En 1974, il effectue un stage post-doctoral à l'université Stanford, dans le laboratoire dirigé par Allan V. Cox (en), pape du paléomagnétisme. Nommé professeur à Rennes au 1er octobre 1975, il y fonde un laboratoire de géomagnétisme. En octobre 1988, il est nommé à Paris, à l'université Pierre-et-Marie-Curie.
Atteint d'une maladie dégénérative, Norbert Bonhommet abandonne toute activité d'enseignement et de recherche à la fin de 1996. Il meurt à Rennes le 6 décembre 2007.

## L'excursion de Laschamps

### Découverte

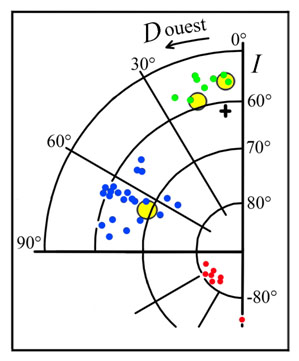
Données paléomagnétiques obtenues par Bonhommet et Babkine sur les formations volcaniques de la chaîne des Puys présentées (après démagnétisation) sur une projection stéréographique. Les valeurs de l'inclinaison I sont cotées du centre (verticale) vers la périphérie de la figure ; elles sont positives (dirigées vers le bas) dans le demi-cercle supérieur, négatives (dirigées vers le haut) dans le demi-cercle inférieur. Les valeurs de la déclinaison D (est ou ouest) figurent à l'intersection des rayons et des cercles concentriques de la figure. Ronds verts : coulée inférieure de la Tiretaine ; ronds bleus : coulée supérieure ; ronds rouges : cône de scories et coulées de Laschamps et d'Olby. Croix noire : valeurs de la déclinaison et de l'inclinaison du champ magnétique à Royat en 1966. Ronds jaunes : valeurs publiées par Brunhes et David pour la coulée inférieure et la coulée supérieure de la Tiretaine.

A l'IPGS, Norbert Bonhommet trouve une puissante infrastructure technique qui lui permet de faire réaliser un appareillage performant pour les études qu'il entreprend, mais il n'a pas de formation géologique. Il  bénéficie alors de la collaboration de Jean Babkine, maître-assistant au laboratoire de minéralogie de l'université de Nancy, qui travaille sur les minéraux opaques (oxydes et sulfures, principalement) des laves de la chaîne des Puys. Dans un premier temps, Bonhommet et Babkine confirment les résultats présentés par Brunhes et David, sur les orientations magnétiques des basaltes dans la vallée de la Tiretaine (figure ci-contre). Puis ils mettent en évidence des « aimantations inversées » dans les échantillons du cône de scories du puy de Laschamps, dans ceux de la coulée nord-est de cet appareil, ainsi que dans ceux de la coulée d'Olby-Monteribeyre issue du puy de Barme. Cette éventuelle inversion du champ magnétique terrestre a été considérée comme très récente (située au cours de la période directe de Brunhes), datée à moins de 20 000 ans par la méthode K-Ar (cet âge a été corrigé ultérieurement et l'on s'accorde actuellement à le considérer comme voisin de 40 000 ans). Cette découverte, la première du genre, est suivie par la mise en évidence de plusieurs inversions rapides du même type (ou de variations importantes de la direction du champ magnétique), aussi bien au cours de la période de Brunhes que de celle de Matuyama et qualifiées d'« excursions magnétiques » ou de « microchrones ».

### Controverse et confirmation
La découverte de Bonhommet et Babkine est d'abord rejetée, en raison notamment de l'absence de tout indice d'inversion magnétique au sein des séries de lœss d'âge quaternaire observées dans le monde entier et notamment en Asie,. La réalité de cette excursion est toutefois confirmée par l'équipe rennaise, qui, sous la direction de Norbert Bonhommet, montre d'une part le considérable amoindrissement de l'intensité du champ magnétique au cours de l'inversion, et d'autre part des aimantations inversées dans les formations argileuses métamorphisées situées sous la coulée d'Olby ; ce phénomène, qui sera appelé plus tard « test du contact », est la démonstration absolue d'un processus d'inversion du champ magnétique terrestre, par opposition à toute évolution complexe ou mystérieuse au sein des roches étudiées. Cette découverte de l'excursion de Laschamps place Norbert Bonhommet parmi les chercheurs qui ont apporté une pierre importante à la connaissance du champ magnétique terrestre.